# Leucopomyia silesiaca
Leucopomyia silesiaca is een vliegensoort uit de familie van de Chamaemyiidae. De wetenschappelijke naam van de soort is voor het eerst geldig gepubliceerd in 1862 door Egger.